# Questione bizantina

L'Impero Bizantino nell'anno 650. Come si nota dalla cartina, tutte le province meridionali erano già perse e occupate dagli arabi

Questione bizantina è un'espressione idiomatica della lingua italiana, usata per indicare una discussione inutile e sterile, che può anche risultare pericolosa in un frangente in cui occorre prendere decisioni rapidamente. Con lo stesso significato è usato il sostantivo bizantinismo; l'uso si estende anche alle complicazioni procedurali della burocrazia, con riferimento al complesso cerimoniale della corte bizantina.

## Origine
L'espressione è nata nel periodo immediatamente successivo all'assedio di Costantinopoli nel 674. La città fu assediata dagli arabi dopo che questi avevano precedentemente conquistato Siria, Palestina ed Egitto, in un'avanzata inarrestabile durata dal 634 al 642. Prima dell'assedio, inoltre, i maomettani avevano saccheggiato l'Anatolia in diverse occasioni, con incursioni fulminee e sostanzialmente senza incontrare resistenza. Tuttavia, in quel frangente, a Costantinopoli la guerra con gli arabi non era il tema principale a tenere banco. Erano infatti celebri all'epoca le discussioni teologiche che si tenevano nei palazzi dell'Impero romano d'Oriente su questioni marginali della liturgia e della religione. I teologi di Bisanzio, ad esempio, si chiedevano se Gesù, alla destra di Dio, fosse seduto o in piedi, o se nell'ostia consacrata il Salvatore fosse in corpo o in spirito.
Da allora si parlò di "questioni bizantine", per indicare appunto discussioni futili fatte mentre ci si dovrebbe occupare di problemi contingenti.